# Battle Magic
Battle Magic (с англ. Боевая магия) — третий студийный альбом английской симфо-блэк-метал-группы Bal-Sagoth, вышедший в 1998 году.

## Об альбоме
Музыкально альбом выдержан в жанре симфонического блэк-метала с элементами экстремального пауэр-метала. Музыка альбома включает в себя такие элементы, как сочетание скриминга и чистого вокала, мелодичные гитарные соло, сложные клавишные партии и бласт-биты.
Концептуально альбом построен вокруг легенды о мифическом континенте Гиперборея, по преданию, находившемся на месте современной Арктики. Отчасти альбом продолжает сюжетную линию предыдущего, об Ultima Thule.

## Список композиций
1. Battle Magic — 02:43
2. Naked Steel (The Warrior’s Saga) — 04:41
3. A Tale from the Deep Woods — 05:34
4. Return to the Praesidium of Ys — 06:28
5. Crystal Shards — 02:16
6. The Dark Liege of Chaos is Unleashed at the Ensorcelled Shrine of A’zura-Kai (The Splendour of a Thousand Swords Gleaming Beneath the Blazon of the Hyperborean Empire Part II) — 04:12
7. When Rides the Scion of the Storms — 06:14
8. Blood Slakes the Sand at the Circus Maximus — 08:53
9. Thwarted by the Dark (Blade of the Vampyre Hunter) — 06:16
10. And Atlantis Falls… — 02:22

## Участники записи
- Byron Roberts — скриминг, чистый вокал;
- Jonny Maudling — ударные, клавишные;
- Chris Maudling — гитара, бас-гитара.